# Landkreis Guben

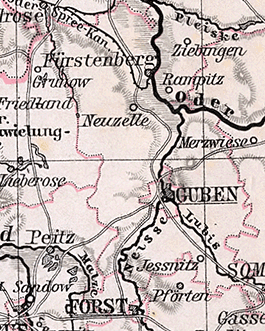
Das Kreisgebiet 1905

Der Landkreis Guben (bis 1939 Kreis Guben oder früher Gubenischer Kreis) war ein Landkreis in der Niederlausitz vom 17. Jahrhundert bis 1950. Nach dem Zweiten Weltkrieg wurde der östlich der Lausitzer Neiße gelegene Teil des Kreises von der Sowjetunion unter polnische Verwaltung gestellt.

## Territorium
Der Landkreis Guben umfasste am 1. Januar 1945 die Stadt Fürstenberg (Oder), 106 weitere Gemeinden und zwei Forst-Gutsbezirke.

## Verwaltungsgeschichte

### Kursachsen
Nachdem das Gebiet mit der Niederlausitz 1635 zum Kurfürstentum Sachsen gekommen war, wurde der Gubenische Kreis gebildet. In ihn wurden die Stadt Guben sowie die Herrschaft Forst-Pförten und die Standesherrschaft Amtitz eingegliedert. Im Jahr 1765 kamen die Herrschaften Sorau und Triebel hinzu.

### Königreich Preußen
Nach dem Wiener Kongress kam der Kreis 1815 zur Provinz Brandenburg im Königreich Preußen. Er wurde 1816 im Zuge einer umfassenden Verwaltungsreform in zwei neue Kreise aufgeteilt:
- Kreis Guben. Dazu gehörten die bisherige Standesherrschaft Amtitz, das ehemalige Ordensamt Schenkendorf, die ehemalige Stiftsherrschaft Neuzelle und die Stadt Guben im Nordteil des bisherigen Kreises. Die Orte Germersdorf, Groß Breesen und Kerkwitz kamen aus dem bisherigen Kreis Cottbus dazu, während die Orte Mochlitz, Niewisch, Pieskow, Speichrow, Trebitz und Ullersdorf in den Kreis Lübben wechselten.

- Kreis Sorau mit den Herrschaften Sorau und Triebel sowie Forst-Pförten im Süden des bisherigen Kreises.[4]

Beide Kreise gehörten zum neuen Regierungsbezirk Frankfurt.

### Norddeutscher Bund / Deutsches Reich
Seit dem 1. Juli 1867 gehörte der Kreis zum Norddeutschen Bund und ab dem 1. Januar 1871 zum Deutschen Reich. Am 1. April 1884 schied die Stadt Guben aus dem Kreis aus und bildete fortan einen eigenen Stadtkreis. Der Kreis Guben änderte dadurch seine Bezeichnung in Landkreis Guben.
Zum 30. September 1928 fand im Kreis Guben wie im übrigen Freistaat Preußen eine Gebietsreform statt, bei der nahezu alle Gutsbezirke aufgelöst und benachbarten Landgemeinden zugeteilt wurden. Am 1. Dezember 1928 trat der Gutsbezirk Mückenberg vom Landkreis Guben zum Stadtkreis Guben. 1939 wurde der Kreis in Landkreis Guben umbenannt.
Im Frühjahr 1945 wurde das Kreisgebiet durch die Rote Armee besetzt. Im Sommer 1945 stellte die Sowjetunion das Kreisgebiet teilweise unter die Verwaltung der Volksrepublik Polen. In dem betroffenen Teil des Kreisgebiets begann nun die allmähliche Zuwanderung polnischer Bevölkerung. Die deutschen Einwohner wurden in der Folgezeit von den örtlichen polnischen Verwaltungsbehörden aus diesem Teil des Kreisgebiets vertrieben.

### Sowjetische Besatzungszone / Deutsche Demokratische Republik
Durch die Oder-Neiße-Grenze wurde der Landkreis geteilt. Der östlich der Neiße gelegene Teil des Landkreises wurde unter polnische Verwaltung gestellt, während der westlich der Neiße gelegene Teil nunmehr den Landkreis Guben im Land Brandenburg in der SBZ bildete. Er umfasste die Stadt Fürstenberg (Oder) und 50 weitere Gemeinden mit insgesamt 35.192 Einwohnern.
Fünf Jahre später, am 30. Juni 1950, wurde der Landkreis Guben durch das Gesetz über die Änderung zur Verbesserung der Kreis- und Gemeindegrenzen aufgelöst:
- Das nördliche Kreisgebiet mit den Gemeinden Bahro, Bomsdorf, Bremsdorf, Bresinchen, Breslack, Coschen, Diehlo, Fünfeichen, Fürstenberg a./Oder, Göhlen, Groß Drewitz, Henzendorf, Kieselwitz, Kobbeln, Lauschütz, Lawitz, Möbiskruge, Neuzelle, Ossendorf, Pohlitz, Ratzdorf, Rießen, Schernsdorf, Schönfließ, Schwerzko, Sembten, Steinsdorf, Streichwitz, Treppeln, Vogelsang, Wellmitz, Wiesenau und Ziltendorf wurde in den neuen Kreis Frankfurt eingegliedert.
- Das südliche Kreisgebiet mit den Gemeinden Atterwasch, Bärenklau, Deulowitz, Grabko, Grano, Grießen, Groß Breesen, Groß Gastrose, Horno, Kaltenborn, Kerkwitz, Klein Gastrose, Krayne, Lübbinchen, Reichenbach, Schenkendöbern, Schlagsdorf und Taubendorf wurde in den Landkreis Cottbus eingegliedert.
- Gleichzeitig verlor die Stadt Guben ihre Kreisfreiheit und kam ebenfalls zum Landkreis Cottbus.

Bei der Verwaltungsreform von 1952 wurde ein neuer Kreis Guben gebildet, bestehend aus
- der Stadt Guben
- allen Gemeinden des alten Landkreises Guben, die 1950 zum Landkreis Cottbus gewechselt waren
- den Gemeinden Bresinchen, Groß Drewitz, Lauschütz und Sembten des alten Landkreises Guben, die 1950 zum Landkreis Frankfurt (Oder) gewechselt waren
- der Gemeinde Reicherskreuz aus dem Landkreis Frankfurt (Oder)
- den Gemeinden Drewitz, Jänschwalde, Pinnow, Schönhöhe, Staakow und Tauer aus dem Landkreis Cottbus.

Der neue Kreis Guben wurde dem Bezirk Cottbus zugeordnet. Der nordwestliche Teil des alten Landkreises Guben rund um Fürstenberg und Neuzelle ging 1952 im neuen Kreis Fürstenberg, dem späteren Kreis Eisenhüttenstadt-Land auf, der dem Bezirk Frankfurt (Oder) zugeordnet wurde.

### Land Brandenburg
Bei der Verwaltungsreform 1993 wurde dem Antrag, den alten Landkreis Guben (bis 1950) in einem neuen Oder-Neiße-Kreis wiederherzustellen, zugunsten der Bildung eines an Berlin und Polen grenzenden Großkreises nicht entsprochen, obwohl es dazu Beschlüsse der Kreistage von Eisenhüttenstadt-Stadt, Eisenhüttenstadt-Land und Guben sowie eine Verfassungsbeschwerde von 1993 gab.

## Einwohnerentwicklung
| Jahr | Einwohner | Quelle |
| ---- | --------- | ------ |
| 1816 | 29.358    | [ 7 ]  |
| 1840 | 40.545    | [ 8 ]  |
| 1871 | 62.462    | [ 9 ]  |
| 1890 | 42.431    | [ 10 ] |
| 1900 | 43.189    | [ 10 ] |
| 1910 | 43.845    | [ 10 ] |
| 1925 | 45.708    | [ 10 ] |
| 1933 | 46.894    | [ 10 ] |
| 1939 | 45.390    | [ 10 ] |
| 1946 | 35.192    | [ 11 ] |

## Kommunalverfassung bis 1945
Der Kreis Guben gliederte sich in Städte, in Landgemeinden und – bis zu deren nahezu vollständiger Auflösung im Jahre 1928 – in Gutsbezirke. Mit Einführung des preußischen Gemeindeverfassungsgesetzes vom 15. Dezember 1933 gab es ab dem 1. Januar 1934 eine einheitliche Kommunalverfassung für alle preußischen Gemeinden. Mit Einführung der Deutschen Gemeindeordnung vom 30. Januar 1935 wurde zum 1. April 1935 das Führerprinzip auf Gemeindeebene durchgesetzt. Eine neue Kreisverfassung wurde nicht mehr geschaffen; es galt weiterhin die Kreisordnung für die Provinzen Ost- und Westpreußen, Brandenburg, Pommern, Schlesien und Sachsen vom 19. März 1881.

## Landräte
- 1816–1829 Ernst Wilhelm von Manteuffel
- 1829–1848 Friedrich Gustav von Carlsburg
- 1849–1859 Max Heinrich Kaempffe
- 1859–1866 Ewald von Kleist (1825–1877)
- 1867–1877 Kurt von Reventlou (1834–1914)
- 1877–1890 Heinrich zu Schoenaich-Carolath (1852–1920)
- 1891–1899 Wolfgang Kapp (1858–1922)
- 1899–1900 Friedrich Dombois (1860–1931)
- 1900–1910 Karl von Kunow
- 1910–1920 Detlev von Reventlow (1876–1950)
- 1920–1931 Hans Günther Moes (1886–1966)
- 1931–1933 Ernst von Windheim (1891–1946)
- 1933–1945 Ernst Kaempfe (* 1877)
- 1945–1945 Otto Pötschke
- 1945–1945 Richard Voigt
- 1945–1950 Max Nitschke

## Städte und Gemeinden

### Gemeinden westlich der Neiße
Die folgenden Gemeinden des Landkreises Guben lagen westlich der Neiße und damit nach dem Zweiten Weltkrieg in der SBZ. Das Gebiet gehört heute zu den Landkreisen Oder-Spree und Spree-Neiße.
| - Atterwasch - Bahro - Bärenklau - Bomsdorf - Bremsdorf - Bresinchen - Breslack - Coschen - Deulowitz - Diehlo - Fünfeichen - Fürstenberg a./Oder, Stadt - Göhlen | - Grabko - Grano - Grießen - Groß Breesen - Groß Drewitz - Groß Gastrose - Henzendorf - Horno - Kaltenborn - Kerkwitz - Kieselwitz - Klein Gastrose - Kobbeln | - Krayne - Lauschütz - Lawitz - Lübbinchen - Möbiskruge - Neuzelle - Ossendorf - Pohlitz - Ratzdorf - Reichenbach - Rießen - Schenkendöbern - Schernsdorf | - Schlagsdorf - Schönfließ - Schwerzko - Sembten - Steinsdorf - Streichwitz - Taubendorf - Treppeln - Vogelsang - Wellmitz - Wiesenau - Ziltendorf |

Im westlichen Kreisteil lag außerdem der gemeindefreie Forst Siehdichum.

### Gemeinden östlich der Neiße
Die folgenden Städte und Gemeinden des Landkreises Guben lagen östlich der Neiße und kamen nach dem Zweiten Weltkrieg zu Polen, wo sie heute größtenteils zum Powiat Krośnieński in der Woiwodschaft Lebus gehören.
| - Amtitz - Beesgen-Plesse - Beitzsch - Birkenberge - Buderose - Dobern - Döbern - Germersdorf - Göttern - Grocho - Groß Bösitz - Groß Drenzig - Gubinchen - Haaso | - Jaulitz - Jeßnitz - Kaaso - Kalke - Kanig - Klein Drenzig - Kummeltitz - Küppern - Kuschern - Laaso - Lahmo - Liebesitz - Markersdorf - Mehlen | - Merke - Mückenberg - Neudörfel - Niemaschkleba - Niemitzsch - Ögeln - Ossig - Pohlo - Pohsen - Räschen - Reichersdorf - Sachsdorf - Sadersdorf - Saude | - Schenkendorf - Schöneiche - Seebigau - Seitwann - Stargardt - Starzeddel - Strega - Tzschernowitz - Vettersfelde - Wald - Wallwitz - Weltho - Wirchenblatt - Zschiegern |

Im östlichen Kreisteil lag außerdem der gemeindefreie Gubener Stadtforst.

### Vor 1939 aufgelöste Gemeinden
- Beesgen und Plesse, 1928 zu Beesgen-Plesse zusammengeschlossen
- Grötzsch, 1928 zu Beitzsch
- Grunewald, 1926 zu Groß-Breesen
- Raubarth, 1928 zu Jaulitz
- Jetzschko, 1928 zu Kaaso
- Augustwalde, 1929 zu Niemaschkleba
- Heideschäferei, 1929 zu Niemaschkleba
- Kummro, 1925 zu Neuzelle
- Schlaben, 1936 zu Neuzelle
- Schiedlo, 1939 zu Ratzdorf
- Wilschwitz, 1926 zu Schenkendöbern

### Namensänderungen
Die Gemeinde Wiesenau hieß bis 1919 Krebsjauche.
Von 1935 bis 1937 fanden kleinere Änderungen in der Schreibweise mehrerer Ortsnamen statt:
- Beitzsch → Beitsch
- Crayne → Krayne
- Ögeln → Oegeln
- Tzschernowitz → Schernewitz
- Tschernsdorf → Schernsdorf
- Zschiegern → Schiegern

Der sorbische Ortsname Niemaschkleba wurde aus ideologischen Gründen in „Lindenhain“ abgeändert, wobei den neuen Namen nichts mit dem ursprünglichen verband.